# Temelucha cariniscutis
Temelucha cariniscutis là một loài tò vò trong họ Ichneumonidae.